# Consonant fricativa ejectiva palato-alveolar
La consonant fricativa ejectiva palato-alveolar és un so consonant existent en algunes llengües. El símbol de l'alfabet fonètic internacional és [ʃʼ].

## Característiques
Aquestes són les característiques de la consonant fricativa ejectiva palato-alveolar:
- El seu mode d'articulació és fricativa, és a dir, es produeix en contraure l'aire a través d'un camí estret en el punt.
- El seu punt d'articulació és palato-alveolar, és a dir, s'articula a la unió entre els alvèols de la mandíbula superior i el paladar dur, amb una llengua convexa, bombada i en forma de cúpula.
- La seva fonació és amortida, és a dir, es produeix sense la vibració de les cordes vocals.
- És una consonant oral, és a dir, que l'aire només s'escapa per la boca.
- És una consonant central, és a dir, es produeix deixant passar l'aire per la meitat de la llengua, en lloc dels costats.
- El seu mecanisme de flux d'aire és egressiu glotal, el que significa que s'articula empenyent l'aire a través de la glotis, en lloc dels pulmons.

## Altres llengües
L'Omaha-ponca té el so [ ʃ' ] en algunes paraules, per exemple, įš’áge [ ĩˈʃ’age], home vell.